# Visantet el pardalut
Visantet el pardalut és una obra literària anònima de caràcter eròticopornogràfic publicada a Almussafes, a la Ribera Baixa, al final del segle xix.
Inspirada probablement per El Virgo de Visanteta, Visantet el pardalut narra la història de Vicentet, un home amb molt mala fama al poble per anar sempre amb el pardal enlaire pel carrer, i les seues desventures per a contraure matrimoni amb la seua estimada Tomasa.